# Luzitán ló
A luzitán ló az andalúz lóval számos hasonlóságot mutat, sokan a portugál megfelelőjének tartják. Szép fogatló, illetve hátaslónak is kiválóan megfelel.
Eredetileg Portugáliában tenyésztették ki a XVI-XVII. században. A kezdetekben még a portugál lovasság használta, majd elsősorban bikaviadalokon hasznosították, így az elegáns, kifinomult járásmódra tanították. Az utóbbi évtizedekben már Portugálián, illetve az európai kontinensen kívül is népszerűvé vált, tenyésztik Amerikában is.

## Tenyésztés
Három fajta keresztezésével alakították ki. A két jelentősebb a Berber és a Sorraia, de került bele némi Arab fajta is.

## Tulajdonságai
Külseje nagyon sokban hasonlít az Andalúz lóra, nehezen különböztethetőek meg. Látványos mozgás, és nagyobb mozgékonyság jellemzi, mint Andalúziából származó társát. Bátor, gyors, és rendkívül kiegyensúlyozott ló. Feje finom, észrevehető az úgynevezett kosfej, mely spanyol változatánál is megfigyelhető. Rövid, vastag nyak, erős, széles váll, és alacsony mar jellemzi. Marmagassága általában 155-165 cm. Háta rövidebb, de izmos, testalkata kicsit teltebb, bordái jól íveltek, fara csapott. Lábai hosszúak. Testsúlya 450-500 kg. Bármelyik színváltozatban előfordulhat a tarka kivételével, de legjellemzőbb mégis a szürke szín. 